# Serra d'en Jaume
La Serra d'en Jaume és una serra al Massís de les Cadiretes a cavall dels municipis de Llagostera a la comarca del Gironès i Tossa de Mar a la de la Selva, amb una elevació màxima de 430 metres.
Va ser un assentament en la prehistòria, concretament del Caradocià.